# اندیس بیدستر۱
بیدستر۱ یک اندیس فلزی است که در حوالی شهر نوک آباد استان سیستان و بلوچستان قرار دارد و مادهٔ معدنی موجود در آن، سرب است.  در این اندیس، پاراژنز‌های در سنگ‌های استخراجی گالن همراه کوارتز وجود دارد. یافت می‌شوند.